# 디쇼나 바버
디쇼나 바버(Deshauna Barber, 1989년 12월 6일 ~ )는 미국의 미인 대회 우승자, 미 육군 중위이다. 2016년 미스 USA 우승자이며 미스 유니버스 2016에 미국 대표로 참가했다.